# Éliminatoires de la Coupe d'Europe des nations de football 1960
Navigation
Éliminatoires Euro 1964
Les éliminatoires de la Coupe d'Europe des nations de football 1960 mettent aux prises les 17 équipes inscrites à la première édition de la Coupe des nations. Elles s'affrontent en matchs aller-retour à élimination directe sur 3 tours (un tour préliminaire entre seulement deux équipes, suivi des huitièmes de finale puis des quarts de finale) du 28 septembre 1958 au 29 mai 1960. Les quatre équipes restant en lice disputent le tournoi final en France (demi-finales et finales en matchs simples).
L'Espagne, sous la dictature de Franco, refuse pour son quart de finale de se rendre en Union soviétique, principal soutien de la Seconde République lors de la Guerre civile espagnole et déclare forfait.

## Tour préliminaire
| Équipe 1             | Résultat | Équipe 2        | Aller | Retour |
| -------------------- | -------- | --------------- | ----- | ------ |
| République d'Irlande | 2 - 4    | Tchécoslovaquie | 2 - 0 | 0 - 4  |

## Huitièmes de finale
| Équipe 1           | Résultat | Équipe 2        | Aller | Retour |
| ------------------ | -------- | --------------- | ----- | ------ |
| Union soviétique   | 4 - 1    | Hongrie         | 3 - 1 | 1 - 0  |
| France             | 8 - 2    | Grèce           | 7 - 1 | 1 - 1  |
| Roumanie           | 3 - 2    | Turquie         | 3 - 0 | 0 - 2  |
| Norvège            | 2 - 6    | Autriche        | 0 - 1 | 2 - 5  |
| Yougoslavie        | 3 - 1    | Bulgarie        | 2 - 0 | 1 - 1  |
| Allemagne de l'Est | 2 - 5    | Portugal        | 0 - 2 | 2 - 3  |
| Pologne            | 2 - 7    | Espagne         | 2 - 4 | 0 - 3  |
| Danemark           | 3 - 7    | Tchécoslovaquie | 2 - 2 | 1 - 5  |

## Quarts de finale
| Équipe 1         | Résultat   | Équipe 2        | Aller | Retour |
| ---------------- | ---------- | --------------- | ----- | ------ |
| Roumanie         | 0 - 5      | Tchécoslovaquie | 0 - 2 | 0 - 3  |
| Union soviétique | Q.-forfait | Espagne         | -     | -      |
| France           | 9 - 4      | Autriche        | 5 - 2 | 4 - 2  |
| Portugal         | 3 - 6      | Yougoslavie     | 2 - 1 | 1 - 5  |

## Les qualifiés pour le tournoi final
- France (choisi comme pays hôte)
- Union soviétique
- Tchécoslovaquie
- Yougoslavie